# Махмуд Замахшарі
Махмуд Замахшарі, повне ім'я Абу-ль-Касим Махмуд ібн Умар аль-Хорезмі аз-Замахшарі (араб. الزمخشري; 1074, Замахшар, Хорезм — 1143, Кенеургенч, Хорезм) — хорезмійський письменник, філософ, факіг, автор тафсиру «аль-Кашшаф» та інших теологічних творів.